# Exocentrus longipilis
Exocentrus longipilis là một loài bọ cánh cứng trong họ Cerambycidae.